# 33160 Denismukwege
33160 Denismukwege è un asteroide della fascia principale. Scoperto nel 1998, presenta un'orbita caratterizzata da un semiasse maggiore pari a 2,8041493 UA e da un'eccentricità di 0,1341631, inclinata di 17,47092° rispetto all'eclittica.